# Hohenwart

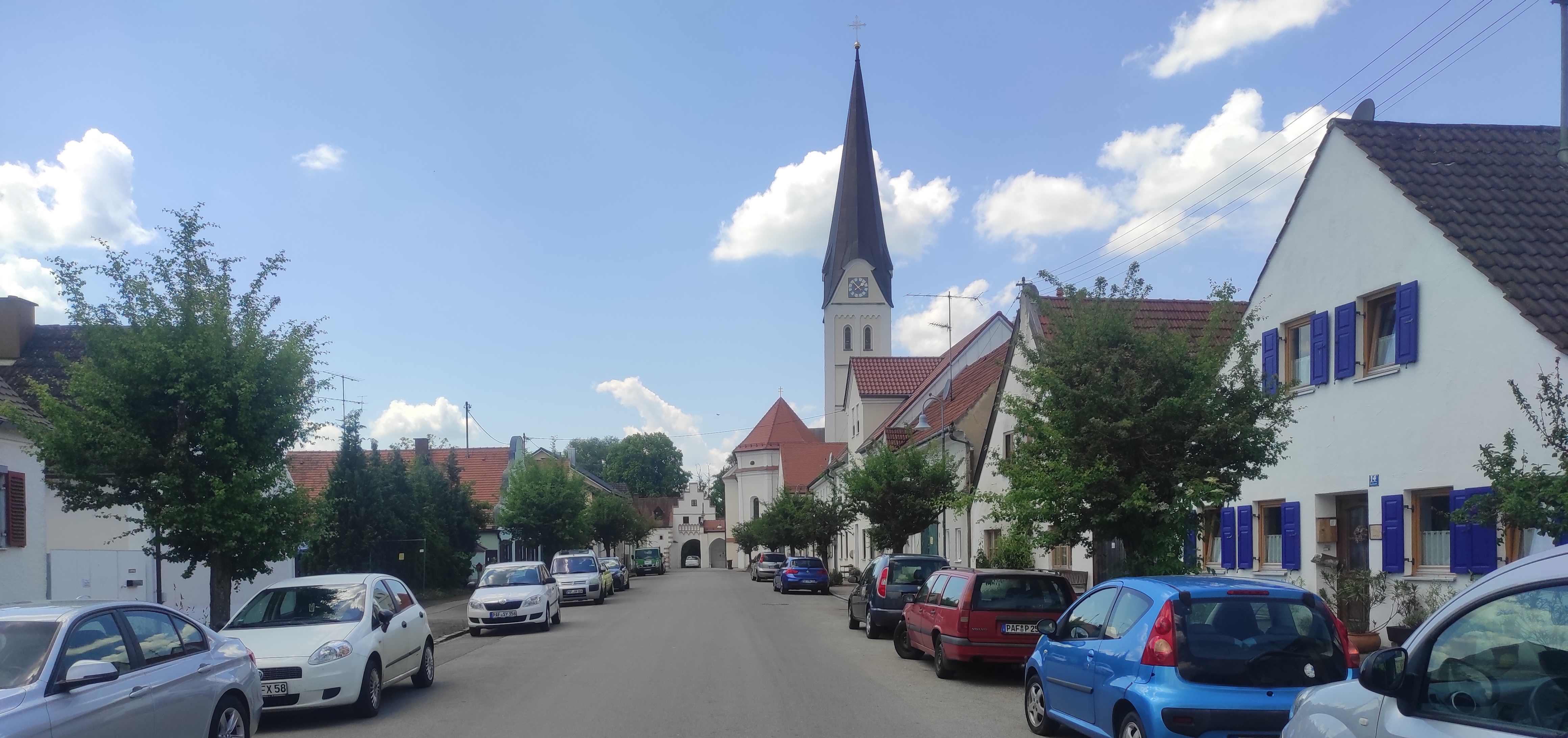
Kapellenstraße mit Blick auf Marktkirche und Torbogen

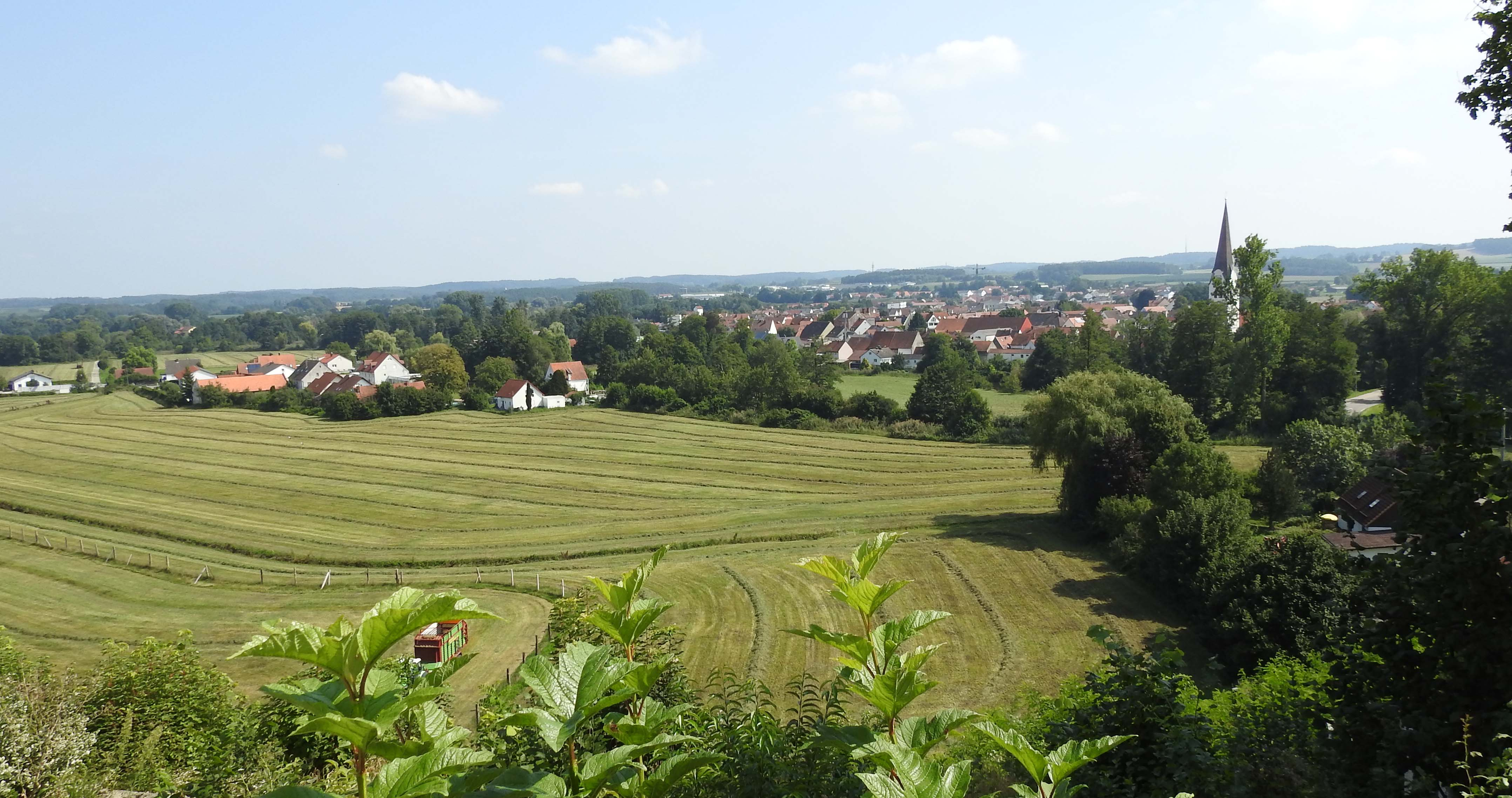
Hohenwart von Nordwesten

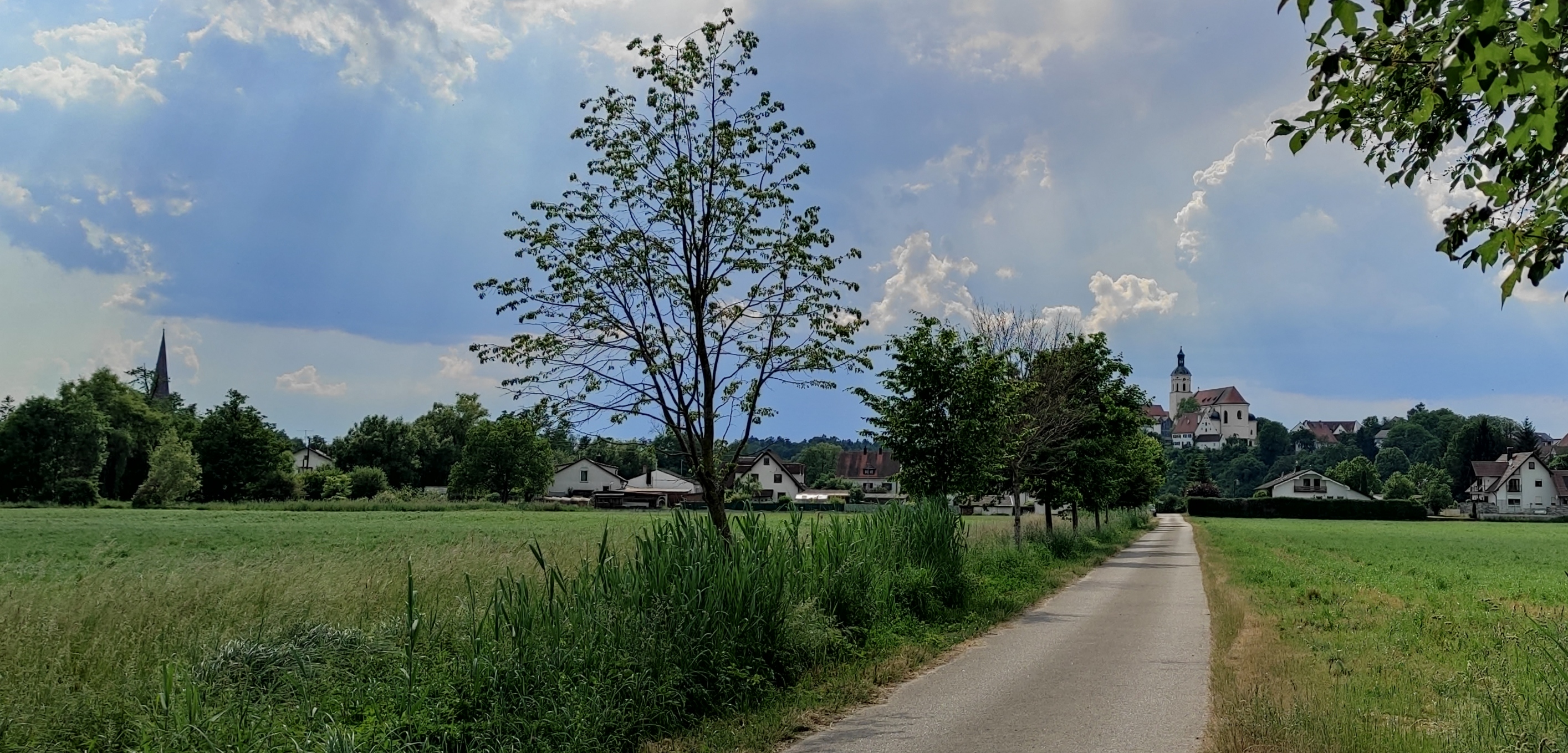
Hohenwart von Osten

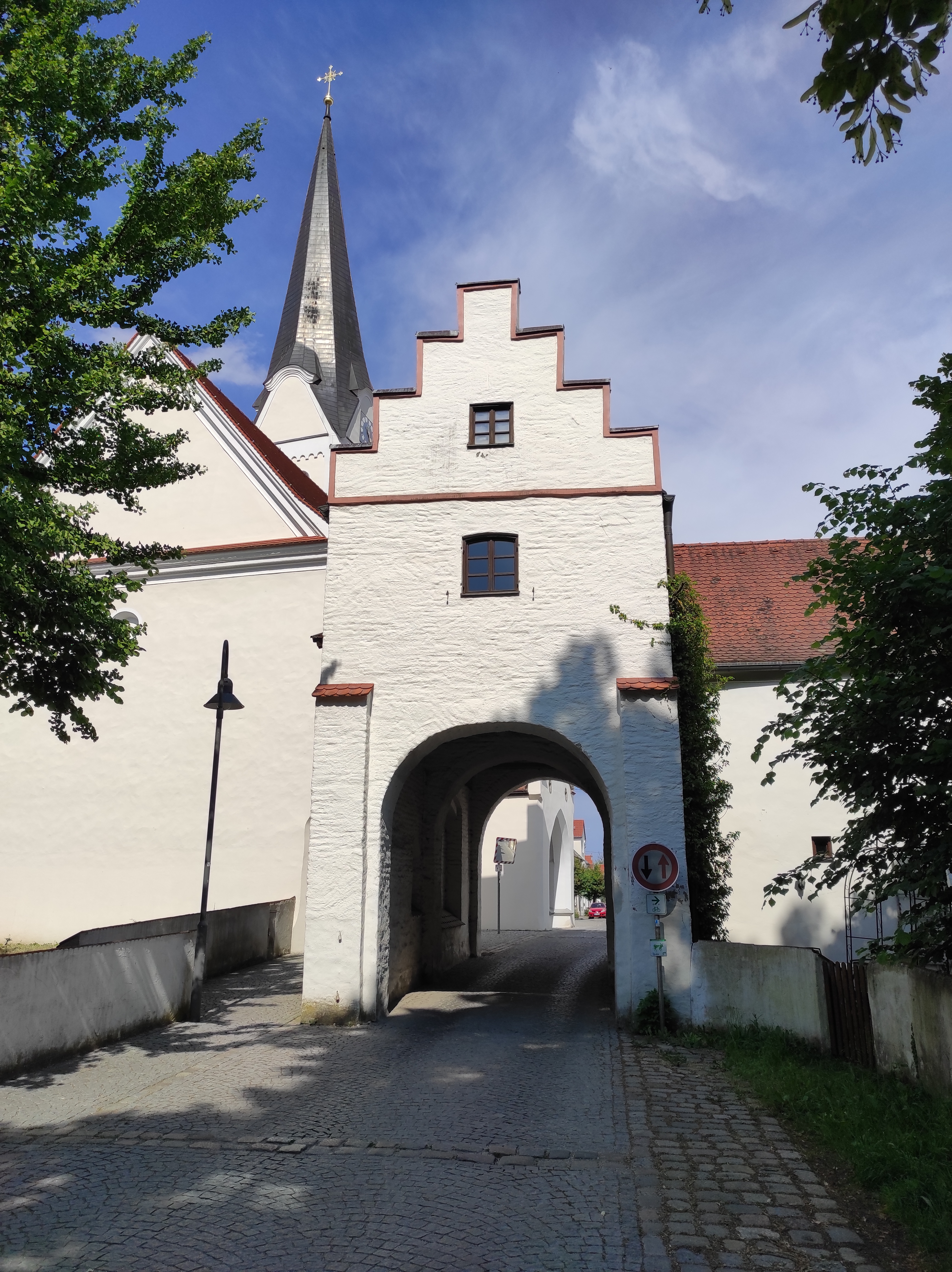
Torbogen und Marktkirche von Westen aus gesehen

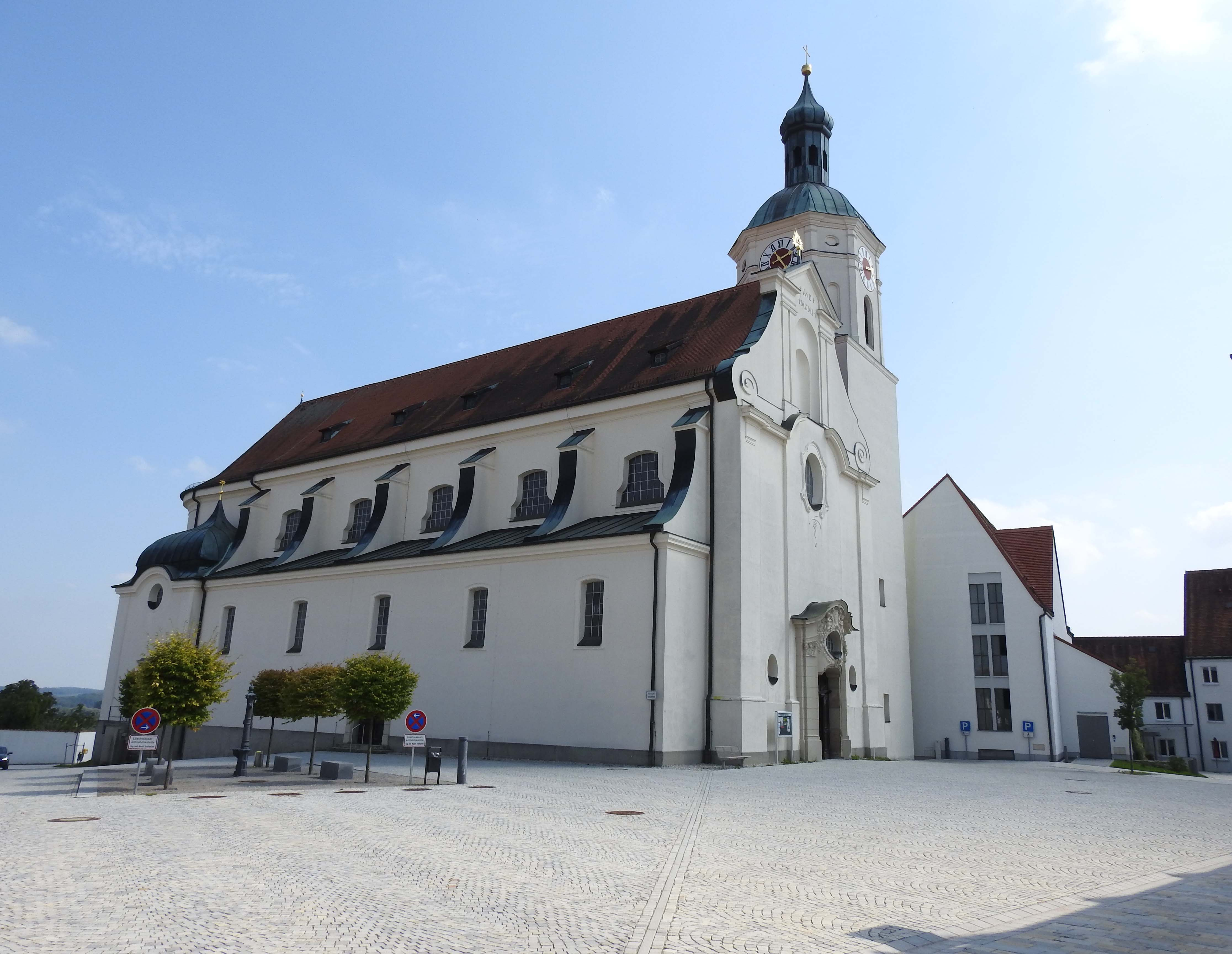
Ehemalige Klosterkirche in Klosterberg

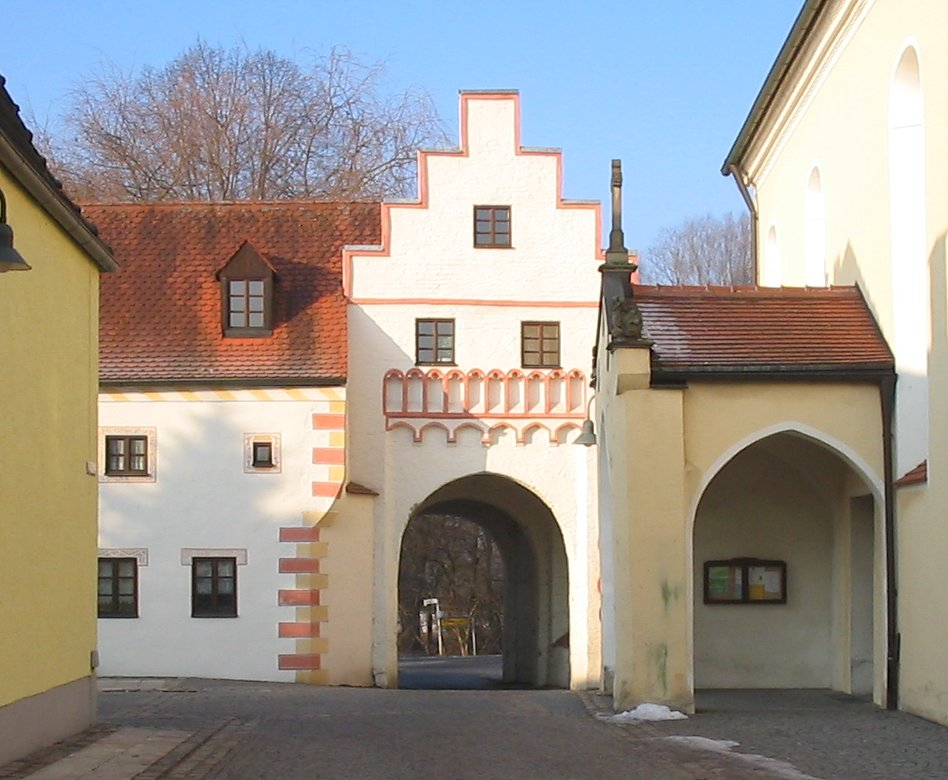
Markttor

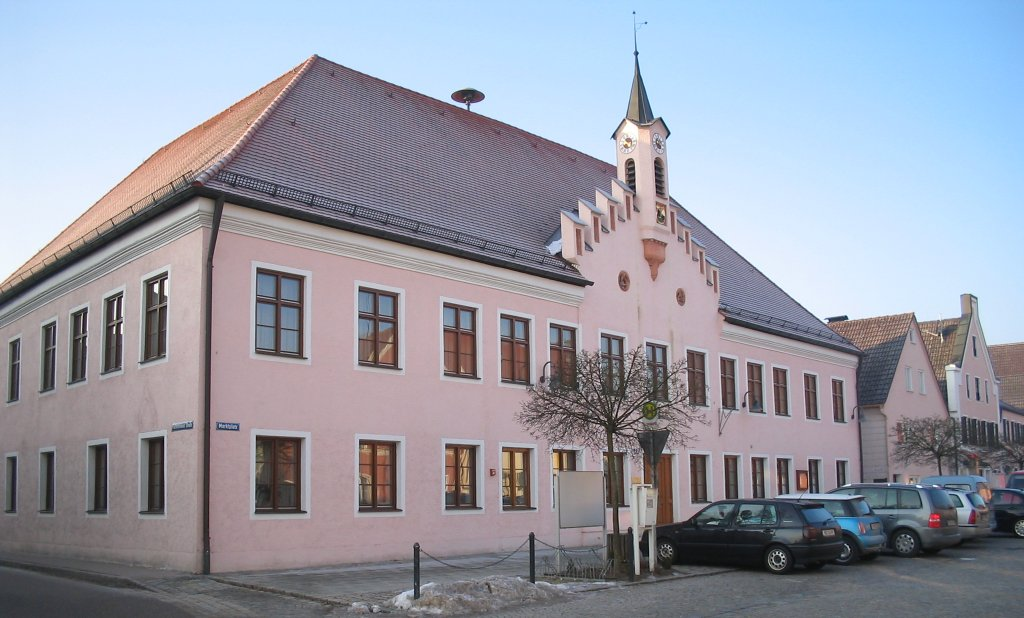
Rathaus (ehemaliges Schulhaus)

Hohenwart ist ein Markt im oberbayerischen Landkreis Pfaffenhofen an der Ilm.

## Geographie
Die Gemeinde liegt in der Planungsregion Ingolstadt, knapp 20 km südsüdwestlich von Ingolstadt, und ist im  Regionalplan als Grundzentrum eingestuft.
Es gibt 23 Gemeindeteile (in Klammern ist der Siedlungstyp angegeben):
- Beuern (Einöde)
- Deimhausen (Pfarrdorf)
- Ellenbach (Weiler)
- Englmannsberg (Weiler)
- Englmannszell (Weiler)
- Eulenried (Kirchdorf)
- Freinhausen (Pfarrdorf)
- Hardt (Weiler)
- Hochstattmühle (Elektrizitätswerk)
- Hohenwart (Hauptort)
- Klosterberg (Pfarrdorf)
- Koppenbach (Dorf)
- Lindach (Pfarrdorf)
- Loch (Dorf)
- Merxmühle (Einöde)
- Rothof (Einöde)
- Schlott (Dorf)
- Schwaig (Einöde)
- Seibersdorf (Dorf)
- Steinerskirchen (Pfarrdorf)
- Thierham (Dorf)
- Weichenried (Pfarrdorf)
- Wolfshof (Weiler)

Gemarkungen sind Deimhausen, Freinhausen, Haidforst, Hohenwart, Klosterberg, Koppenbach, Lindach, Seibersdorf, Weichenried, Thierham und Schlott.

## Geschichte

### Bis zur Gemeindegründung
Der Ursprung Hohenwarts lag bei einer ehemaligen Burg der Rapotonen. Die Letzten dieses Geschlechts gründeten in der Wehranlage 1074 ein Frauenkloster. 1356 erhielt Hohenwart das Marktrecht und wurde Ende des 14. Jahrhunderts vom Klosterberg an die Ufer der Paar verlegt. Aus dieser Zeit stammt der 2003 von Kindern gefundene Silberschatz von Hohenwart. Der Markt Hohenwart gehörte zum Rentamt München und zum Landgericht Pfaffenhofen des Kurfürstentums Bayern. Hohenwart besaß ein Marktgericht mit magistratischen Eigenrechten. Im Zuge der Verwaltungsreformen in Bayern entstand mit dem Gemeindeedikt von 1818 die heutige Gemeinde.

### 19. und 20. Jahrhundert
Das Kloster Hohenwart wurde 1803 säkularisiert und die Klosterkirche zur Pfarrkirche St. Georg umgewidmet. Die Klostergebäude befinden sich seit 1878 im Besitz der Regens-Wagner-Stiftungen Dillingen und beherbergen Einrichtungen für lernbehinderte Hörgeschädigte.
Bei der Kreisgebietsreform wurde Hohenwart am 1. Juli 1972 vom Landkreis Schrobenhausen dem Landkreis Pfaffenhofen an der Ilm zugeordnet. Ebenso gehörten alle 1971 bis 1978 eingegliederten Orte bis 1972 zum Landkreis Schrobenhausen.

### Eingemeindungen
Im Zuge der Gebietsreform in Bayern wurde am 1. Oktober 1971 die Gemeinde Deimhausen (mit dem Gemeindeteil Beuern) eingegliedert. Am 1. Januar 1972 kamen Seibersdorf (mit Gemeindeteilen Merxmühle, Thierham und Schlott) und Weichenried (mit Gemeindeteilen Englmannszell, Eulenried, Hardt und Lindach) hinzu. Schließlich folgten Freinhausen (mit Steinerskirchen), Klosterberg (mit der Hochstattmühle) und Koppenbach (mit Gemeindeteilen Ellenbach, Englmannsberg, Loch, Rothof und Wolfshof) am 1. Januar 1978. Der Hauptort Hohenwart hatte vor dem 1. Oktober 1971 keine weiteren Gemeindeteile.

### Einwohnerentwicklung
| Jahr      | 1970 | 1987 | 1991 | 1995 | 2000 | 2005 | 2010 | 2015 | 2020 |
| Einwohner | 3336 | 3407 | 3580 | 3899 | 4112 | 4327 | 4523 | 4569 | 4775 |

Zwischen 1988 und 2018 wuchs der Markt von 3484 auf 4699 Einwohner bzw. um 34,9 %.

## Politik

### Bürgermeister
Erster Bürgermeister ist Jürgen Haindl (Freie Wähler), erstmals am 15. März 2020 mit 66,5 % der Stimmen gewählt; sein Stellvertreter ist Thomas Rolnik.

### Gemeinderat
Die Gemeinderatswahl am 15. März 2020 ergab folgende Sitzverteilung im Gemeinderat:
| Partei / Liste  | Wahl 2020 | Wahl 2020 |
| Partei / Liste  | %         | Sitze     |
| --------------- | --------- | --------- |
| Freie Wähler    | 52,17     | 8         |
| CSU             | 47,83     | 8         |
| Gesamt          | 100       | 16        |
| Wahlbeteiligung | 67,05 %   | 67,05 %   |

### Wappen
| Wappen von Hohenwart | Blasonierung: „In Gold der heilige Georg in blauer Rüstung und silbernem Rock auf nach links sprengendem, rot gezäumten schwarzem Ross, mit der roten Lanze den auf grünem Boden hockenden grünen Lindwurm durchbohrend.“ |
| Wappen von Hohenwart | Wappenbegründung: Der heilige Georg war der Patron des ehemaligen Benediktinerinnenstifts auf dem Klosterberg und galt deshalb auch als Schutzpatron des Marktes Hohenwart, der sich als Siedlung um das Kloster entwickelt hatte. Der Markt führte schon Mitte des 14. Jahrhunderts ein eigenes Siegel, das 1349 erstmals in einer Urkunde erwähnt wurde und seit 1374 in Abdrucken überliefert ist. Das Marktsiegel zeigte bis 1606 als Bild den heiligen Georg auf einem Fußgestell stehend, nimbiert, im Kettenpanzer mit kurzem Waffenrock, in der Rechten eine Lanze, am linken Arm ein Kreuzschild, haltend, jedoch ohne Lindwurm. Da das alte Siegel durch jahrhundertelangen Gebrauch abgenutzt und nicht mehr lesbar war, baten Bürgermeister und Rat um Erneuerung und Verbesserung ihres Abzeichens. Ein Entwurf für das neue Wappen mit dem Ortspatron wurde vorgelegt. Herzog Maximilian I. verlieh dem Markt das verbesserte Wappen, auf dem der heilige Georg über dem grünen Lindwurm in blauer Rüstung und roter Lanze auf dem Pferd reitend gezeigt wird. In dieser Form findet sich das Wappen auch in der Folgezeit in den Siegeln und in der heraldischen Literatur. |

## Baudenkmäler

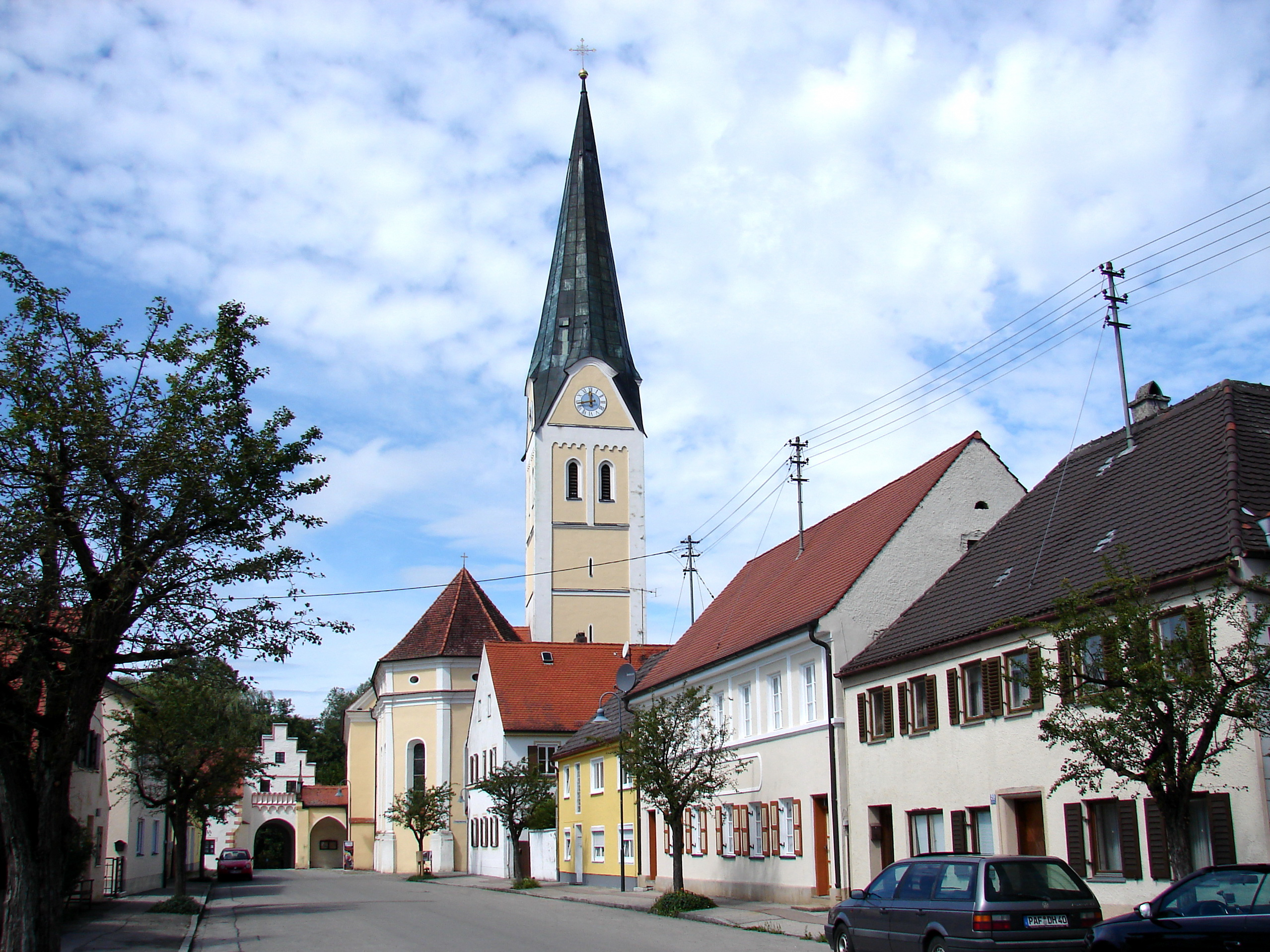
Katholische Marktkirche

- Ensemble Kapellenstraße (Hohenwart)
- Ensemble Marktplatz/Unterer Markt (Hohenwart)
- Pfarrkirche St. Georg
- Kirche Mariä Verkündigung
- Kirche St. Johannes Baptist im Weiler Englmannszell

## Wirtschaft und Infrastruktur

### Wirtschaft
2018 gab es nach der amtlichen Statistik in der Gemeinde 2054 sozialversicherungspflichtige Arbeitsplätze. Von der Wohnbevölkerung standen 1745 Personen in einer versicherungspflichtigen Tätigkeit. Die Zahl der Einpendler war um 209 Personen höher als die der Auspendler. Von den Einwohnern waren 27 arbeitslos. Die 95 landwirtschaftlichen Betriebe (Stand 2016) bewirtschafteten insgesamt 2879 Hektar Nutzfläche.

### Kindergärten
Die drei Kindergärten bieten 174 Plätze, wovon am 1. März 2019 insgesamt 159 Plätze belegt waren; außerdem besteht eine schulvorbereitende Einrichtung:
- Kindergarten St. Wolfoldus an der Schulstraße, Hohenwart
- Kindergarten St. Johannes, Weichenried
- Kinderkrippe St. Richildis an der Schulstraße, Hohenwart
- Schulvorbereitende Einrichtung für hörgeschädigte Kinder (Regens Wagner)

### Schulen
- Grundschule Hohenwart mit 173 Schülern[11]
- Mittelschule Hohenwart mit 115 Schülern[12]
- Regens-Wagner-Schule Hohenwart, Privates Förderzentrum, Schwerpunkt Hören und weiterer Förderbedarf[13]

## Persönlichkeiten
- Roland Weigert (* 1968),  Politiker (Freie Wähler)
- Sebastian Mitterhuber (* 1988),  ehemaliger Profi-Fußballspieler